# Calleulype pseudolargetaui
Calleulype pseudolargetaui är en fjärilsart som beskrevs av Eugen Wehrli 1933. Calleulype pseudolargetaui ingår i släktet Calleulype och familjen mätare. Inga underarter finns listade i Catalogue of Life.